# Pio Penzo

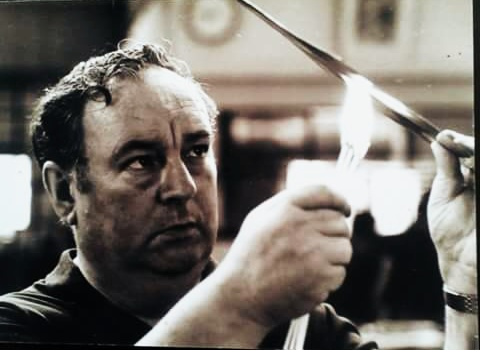
Pio Penzo durante la realizzazione di un'acquaforte

Pio Penzo (Piane di Schio, 25 aprile 1926 – Vicenza, 18 luglio 1988) è stato un incisore e presbitero italiano.

## Biografia

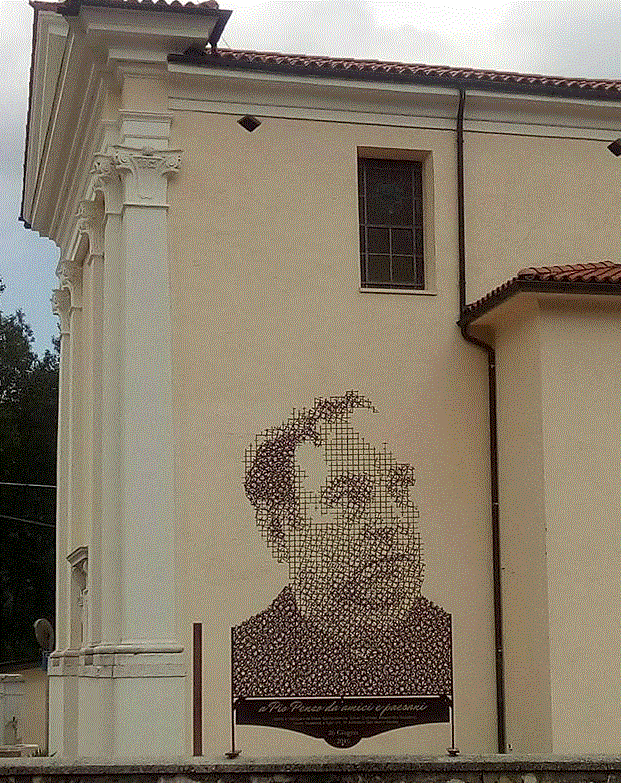
Targa commemorativa dedicata a Pio Penzo, presso la piazza del paese natale.

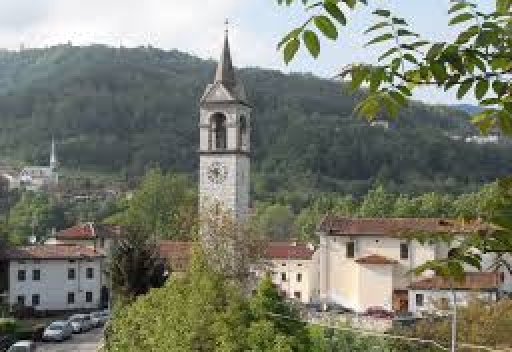
Piazza della località Piane di Schio

Pio nasce nella casa di famiglia nelle colline sopra Schio nella primavera del 1926, ultimo di sette figli della famiglia Penzo, un'illustre famiglia di Schio. Trascorre i primi anni nella scuola locale dove matura la decisione di intraprendere la carriera ecclesiastica. Frequenta il liceo classico e nel 1949 intraprende gli studi di teologia che lo portano nel 1954 all'ordinazione sacerdotale nell'ordine Salesiano. Contemporaneamente studia all'accademia di belle arti di Venezia, dove è allievo di Mario Deluigi e Cesco Magnolato. Residente nell'isola di San Giorgio, nel 1956 inizia ad insegnare grafica presso la Fondazione Cini. Nel 1956 inaugura a Verona l'attività espositiva, e poco dopo abbandona la pittura per dedicarsi all'acquaforte. Cinque anni dopo, nel 1961, partecipa al primo convegno nazionale di grafica a Stresa. Si divide fra la vita religiosa e l'insegnamento, fino alla morte avvenuta a Vicenza nel 1988. Viene sepolto nel cimitero di Piane, dove nacque. A Schio gli è stata intitolata una via.
Nel giugno 2016 è stata realizzata una targa commemorativa realizzata, con il ricavato di una lotteria di sue opere, e posta nella piazza della parrocchia di Piane.
Il meglio della sua produzione è riprodotto in due volumi editi dalla Fondazione Cini, uno del 1977 e uno del 1985.

## Esposizioni
Espose in diverse occasioni alla Fondazione Bevilacqua La Masa di Venezia.

## Opere in musei e collezioni
Una sua acquaforte (Paesaggio con case in montagna a Erbezzo, 1954) e un suo disegno (Paesaggio a Montecchio, 1956) sono conservati presso la Galleria internazionale d'arte moderna di Venezia.